# 大宮神社 (山武市)
大宮神社（おおみやじんじゃ）は、千葉県山武市松尾町折戸（上総国武射郡）にある神社。旧社格は郷社。

## 概要
往古、崇神天皇の御宇、この地方の開拓にあたり大己貴命、少彦名命と大物主神を祭ったのが当社の創祀という。大同2年（807年）当地に草創され、後に近江国日吉大社から大山咋命を勧請し「大宮山王大権現」と称した。その後、天災などにより何度か損亡、天正・元禄年間に改築した記録が残る。
江戸期には「借毛郷大宮」と呼ばれ、当時は借毛郷諸村のみならず広域にわたって氏子を擁していたといわれている。現在でも4月5日の春の例祭と10月17日の秋の例祭には、近郊から多くの参詣者を集める。春の例祭には、天下太平、五穀豊穣を祈願し、江戸中期に日光二荒山神社より伝わったとされる福田流の神楽、猿田彦之命・恵比寿舞・大黒舞・八幡舞・荒神式・春日舞・稲荷舞・榊葉・保食・臼女之舞・種蒔・素戔嗚尊の12座が奉納され、秋の例祭には神輿の渡御が行われる。
明治3年（1870年）「大宮神社」と改号し、明治6年（1873年）郷社に列した。
北東側に、3キロメートルほど離れた所に五所神社が、5キロメートルほど離れた所には四社神社がある。

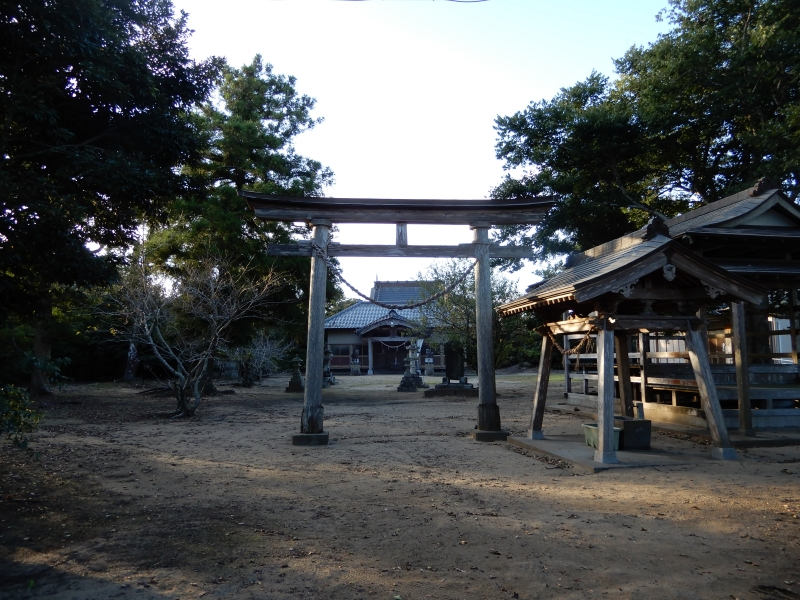
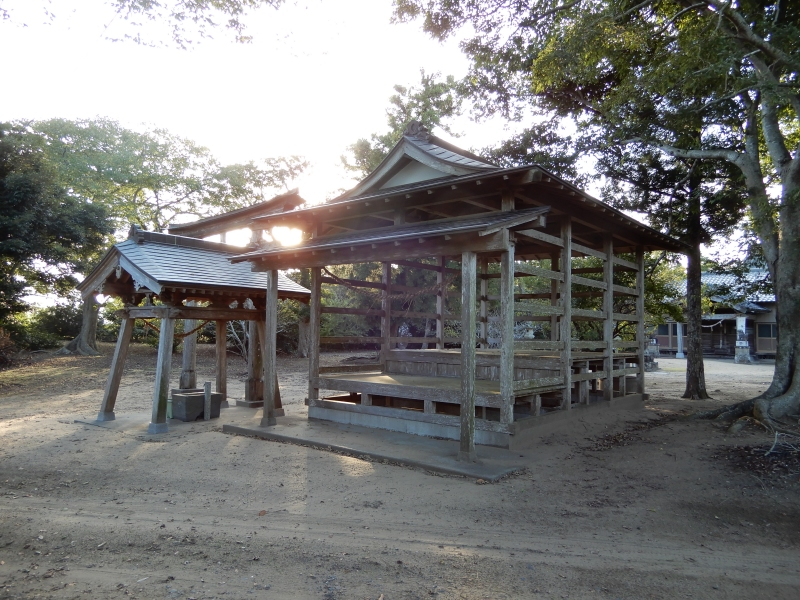
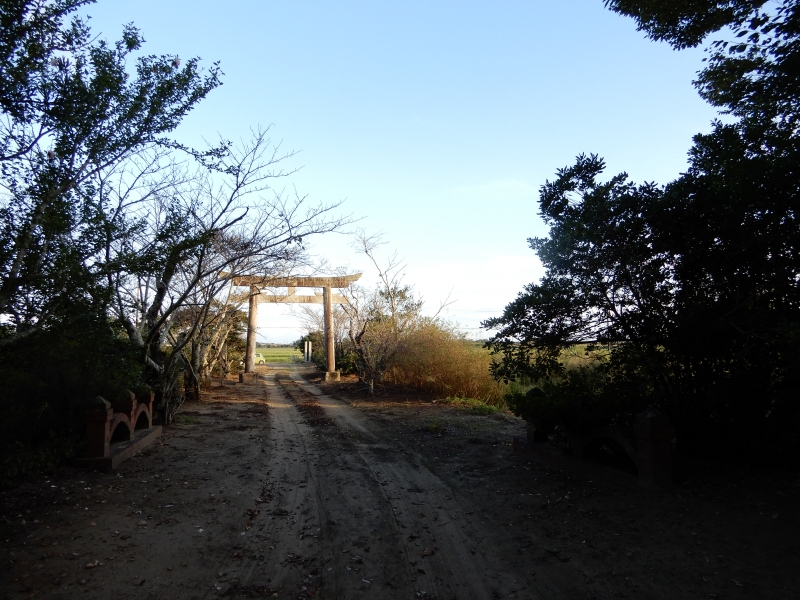